# Julio F. Sarría
Julio F. Sarría (Caracas, Venezuela, 17 de agosto de 1841-Maiquetía, Venezuela, 31 de marzo de 1916) fue un militar de alto rango y político venezolano que dirigió las fuerzas del gobierno del Presidente Juan Crisóstomo Falcón en 1867. Hasta su muerte, participó en la política, llegando a ser parte del consejo de gobierno de Juan Vicente Gómez. 

## Vida militar
Se incorporó a las filas federalistas durante la Guerra Federal (1859-1863). Posteriormente, en el año 1867, dirigió las fuerzas del gobierno del Presidente Juan Crisóstomo Falcón en contra del levantamiento, en el estado Aragua, del general Miguel Antonio Rojas.
En junio de 1868, fue gravemente herido como consecuencia de su participación en la defensa de la toma de Caracas por parte de las tropas de la Revolución Azul, quedando mutilado de su mano derecha. Posteriormente, se reincorpora al combate y participa en la acción de Los Dos Caminos, en donde resulta preso el 8 de agosto de 1869.
Se una a la Revolución Liberal del general Antonio Guzmán Blanco, y participa en la toma de Caracas del 27 de abril de 1870, en la campaña de Apure, en contra del general Adolfo Antonio Olivo, más conocido como el Chingo en noviembre de ese mismo año, y en la campaña contra el general Matías Salazar, siendo derrotado en el combate de El Salto el 1 de marzo de 1872.

## Vida política
En el año 1872, es nombrado presidente del Estado Cumaná. En enero de 1879 se reincorpora en la Revolución Reinvindicadora en San Mateo. En mayo de ese mismo año, es nombrado Comandante de armas del Distrito Federal y posteriormente Ministro interino de Guerra y Marina hasta 1880. En 1881, siendo miembro del Consejo Federal, asume el cargo de Gobernador de la sección Táchira del Gran Estado Los Andes (1887).
En febrero de 1890, es Diputado principal por el gran estado de Los Andes y vuelve a desempeñar la cartera de Guerra y Marina (marzo de 1890, enero y julio de 1891). Formó parte, junto a Domingo Monagas Marrero y Luciano Mendoza, del Triunvirato Militar que intentó hacerle frente desde Caracas, a la Revolución Legalista de Joaquín Crespo, mediante la renuncia del Presidente Raimundo Andueza Palacio (17 de junio de 1892), y el establecimiento de una dictadura en la Capital. 
Sarría apoyó la Revolución Liberal Restauradora de Cipriano Castro en 1899 y es nombrado gobernador del Distrito Federal (23 de octubre de 1899). En diciembre de ese mismo año fue nombrado Jefe civil y militar de Maracaibo, Estado Zulia, y jefe del ejército expedicionario enviado a esa ciudad. En 1900 asume los cargos de Jefe civil y militar de Mérida y en abril de 1901 es nombrado diputado principal por el Estado Mérida. En abril de ese mismo año, Presidente provisional del Estado Bolívar. Bajo el gobierno de Juan Vicente Gómez, pasa a formar parte del Consejo de Gobierno como miembro principal.